# .tz

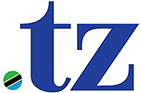
.tz域名标志

.tz為坦桑尼亞國家及地區頂級域（ccTLD）的域名。該域名於1995 年 7 月 14 日啟用，由达累斯萨拉姆大学負責運營。此外必須是坦桑尼亞的實體或者駐坦桑尼亞的辦事處才有資格註冊域名。

## 外部連結
- IANA .tz whois information（页面存档备份，存于）